# Tryphosella rusanovi
Tryphosella rusanovi är en kräftdjursart. Tryphosella rusanovi ingår i släktet Tryphosella och familjen Lysianassidae. Inga underarter finns listade i Catalogue of Life.